# Banggai-Krähe
Die Banggai-Krähe (Corvus unicolor) ist eine vom Aussterben bedrohte Krähenart, die auf dem Banggai-Archipel endemisch ist. Sie war lange nur von zwei Museumsexemplaren bekannt und wurde schon für ausgestorben gehalten, bevor sie im Jahre 2007 wiederentdeckt wurde.

## Merkmale
Die Banggai-Krähe erreicht eine Größe von 39 Zentimetern. Ihr gesamtes Gefieder ist glänzend tief blau-schwarz. An der Stirn ist die Färbung intensiver und an der Unterseite stumpfer. Die Nasalfedern sind schwach entwickelt und bedecken nur die Nasenlöcher. Die Schnabelfirstbasis ist nackt. Die Iris ist dunkel und der fast quadratische Schwanz ist kurz. Die beiden Typusexemplare haben folgende Maße: Flügellänge: 205 und 208 mm, Schnabelfirstlänge: 45 und 43 mm und Schwanzlänge: 104 und 109 mm.

## Vorkommen und Lebensraum
Der Banggai-Krähe kommt in Bergwäldern auf der Insel Peleng in Höhenlagen oberhalb 500 m vor.

## Lebensweise
Forschungen über die Lebensweise der Banggai-Krähe werden seit 2007 betrieben und sind noch nicht veröffentlicht.

## Systematik und Status
Im Jahre 1900 beschrieben Walter Rothschild und Ernst Hartert zwei im Handel erworbene Krähenbälge von einer ungenannten Insel im Banggai-Archipel. Diese beiden Exemplare kamen zunächst in das Walter Rothschild Zoological Museum nach Tring und werden heute im American Museum of Natural History aufbewahrt. Beobachtungen einer Krähenart im November 1981 auf den Banggai-Inseln könnten auf diese Art zutreffen, Nachforschungen in den Jahren 1991 und 1996 ergaben jedoch keine eindeutigen Ergebnisse. Krähen, die an sechs Orten auf den Banggai-Inseln beobachtet wurden, glichen bis auf die im Spät-November 1991 auf Peleng entdeckten Exemplare größenmäßig der ebenfalls für die Banggai-Inseln gelisteten Sundakrähe (Corvus enca). In der Folgezeit hielt man die Banggai-Krähe für vermutlich ausgestorben, bis in den Jahren 2007 und 2008 eine groß angelegte Expedition auf Peleng durchgeführt wurde, die zum Teil von der Zoologischen Gesellschaft für Arten- und Populationsschutz (ZGAP) finanziert wurde. Dem indonesischen Ornithologen und Naturschützer Mochamad Indrawan gelang es, zwei Exemplare zu fotografieren und zu fangen. Die Bälge wurden an das Museum Zoologicum Bogoriense in Bogor auf Java geschickt und die Wiederentdeckung im Mai 2008 in den Mitteilungen der ZGAP bekanntgegeben. Im Jahre 2009 verglich Pamela C. Rasmussen, Ornithologin an der Michigan State University, die beiden alten Museumsexemplare aus New York mit den neuen von Peleng. Sie erbrachte nicht nur den Nachweis, dass es sich bei der Banggai-Krähe um eine eigenständige Art und nicht, wie früher angenommen, um eine Unterart der Sundakrähe handelt, sondern bewies durch eine DNA-Analyse auch, dass die auf Peleng entdeckten Krähen tatsächlich die ausgestorben geglaubte Banggai-Krähe repräsentieren. Mochamad Indrawan schätzt die Population auf 500 Individuen, die durch Jagd und Lebensraumverlust bedroht sind.